# Liste des plus gros succès du box-office en URSS
Cet article présente les films qui ont fait le plus grand nombre d’entrées au box-office en Union des républiques socialistes soviétiques (1922-1991).

## Les 100 premiers films
Il n'y avait pratiquement pas de statistiques officielles du nombre d'admissions dans les salles soviétiques. Seul un groupe restreint de spécialistes et de professionnels de la distribution cinématographique y avait accès, ce qui a donné lieu à de nombreuses spéculations et des chiffres fantaisistes et contradictoires. Depuis la chute de l'URSS, les données considérées les plus fiables sont issues des listes rédigées dans les années 1990 par le critique de cinéma Sergueï Koudriatsev à partir des archives du Service fédéral des statistiques de l'État russe. Ces données sont recoupées par le catalogue de Sergueï Zemlianoukhin et Miroslava Segida paru en 1996. Alexander Fedorov a en outre indiqué que ces données sont également corroborées par les sondages annuels effectués entre 1960 et 1980 par le magazine Sovetski ekran auprès de son lectorat. 
Les données ne tiennent pas compte des ressorties. Le film indien Le Vagabond, ici seizième du classement avec 67,3 millions de billets vendus, a totalisé plus de 100 millions d'entrées en tenant compte des multiples ressorties.
La distribution de films étrangers privilégiait les films indiens avec l'importation d'environ 300 films bollywoodiens pendant la période considérée, dont environ une cinquantaine a fait plus de 20 millions d'entrées. 42 films américains et 38 films français ont également été commercialisés et visionnés par 20 millions de spectateurs et plus.
Par pays d'origine des films (pays producteur principal)
- Union soviétique : 69 films
- Inde : 9 films
- France : 8 films
- États-Unis : 7 films
- Italie : 4 films
- Allemagne de l'Ouest : 2 films
- Japon : 1 film
- Mexique : 1 film
- Total : 100 films

| Rang | Titre                                                           | Réalisateur                                      | Année | Millions d'entrées | Pays |
| ---- | --------------------------------------------------------------- | ------------------------------------------------ | ----- | ------------------ | ---- |
| 01   | Yesenia                                                         | Alfredo B. Crevenna                              | 1971  | 91,4               |      |
| 02   | Pirates du XXe siècle                                           | Boris Dourov                                     | 1979  | 87,6               |      |
| 03   | Moscou ne croit pas aux larmes                                  | Vladimir Menchov                                 | 1980  | 84,4               |      |
| 04   | Le Bras de diamant                                              | Leonid Gaïdaï                                    | 1969  | 76,7               |      |
| 05   | La Prisonnière du Caucase ou les Nouvelles Aventures de Chourik | Leonid Gaïdaï                                    | 1967  | 76,5               |      |
| 06   | Les Noces à Malinovka                                           | Andreï Toutychkine                               | 1967  | 74,6               |      |
| 07   | L'Équipage                                                      | Alexandre Mitta                                  | 1980  | 71,1               |      |
| 08   | Opération Y et autres aventures de Chourik                      | Leonid Gaïdaï                                    | 1965  | 69,6               |      |
| 09   | Le Glaive et le Bouclier                                        | Vladimir Bassov                                  | 1968  | 68,3               |      |
| 10   | Les Nouvelles Aventures des insaisissables                      | Edmond Keossaian                                 | 1968  | 68,2               |      |
| 11   | Les Sept Mercenaires                                            | John Sturges                                     | 1960  | 67,0               |      |
| 12   | La 359e section                                                 | Stanislav Rostotski                              | 1972  | 66,0               |      |
| 13   | Le Tarzan des mers                                              | Vladimir Tchebotariov (ru)                       | 1962  | 65,4               |      |
| 14   | Les Gentilshommes de la chance                                  | Aleksandr Sery (ru)                              | 1971  | 65,0               |      |
| 15   | Les Tsiganes montent au ciel                                    | Emil Loteanu                                     | 1976  | 64,9               |      |
| 16   | Le Vagabond                                                     | Raj Kapoor                                       | 1951  | 63,7               |      |
| 17   | L'Or de MacKenna                                                | J. Lee Thompson                                  | 1969  | 63,0               |      |
| 18   | Spartacus                                                       | Stanley Kubrick                                  | 1960  | 63,0               |      |
| 19   | Bobby                                                           | Raj Kapoor                                       | 1973  | 62,6               |      |
| 20   | L'Obier rouge                                                   | Vassili Choukchine                               | 1974  | 62,5               |      |
| 21   | Afonia                                                          | Gueorgui Danielia                                | 1975  | 62,2               |      |
| 22   | La Robe blanche                                                 | Hassan Ramzi                                     | 1975  | 61,0               |      |
| 23   | Disco Dancer                                                    | Babbar Subhash (en)                              | 1982  | 61,0               |      |
| 24   | La Couronne de l'Empire russe                                   | Edmond Keossaian                                 | 1973  | 60,8               |      |
| 25   | Ivan Vassilievitch change de profession                         | Leonid Gaïdaï                                    | 1973  | 60,7               |      |
| 26   | Barood (en)                                                     | Pramod Chakravorty (en)                          | 1976  | 60,0               |      |
| 27   | La Belle-mère                                                   | Oleg Bondarev (ru)                               | 1974  | 59,6               |      |
| 28   | Romance de bureau                                               | Eldar Riazanov                                   | 1971  | 58,4               |      |
| 29   | Guerre et Paix                                                  | Sergueï Bondartchouk                             | 1966  | 58,3               |      |
| 30   | Le Destin                                                       | Ievgueni Matveïev                                | 1977  | 57,8               |      |
| 31   | Les Quatre Charlots mousquetaires                               | André Hunebelle                                  | 1974  | 56,6               |      |
| 32   | Un champ russe (ru)                                             | Nikolaï Moskalenko                               | 1971  | 56,2               |      |
| 33   | Libération                                                      | Iouri Ozerov                                     | 1971  | 56,1               |      |
| 34   | La Petite Véra                                                  | Vassili Pitchoul                                 | 1988  | 56,0               |      |
| 35   | Le Vieux Garçon                                                 | Castellano et Pipolo                             | 1980  | 56,0               |      |
| 36   | La Révolte des Indiens Apaches                                  | Harald Reinl                                     | 1963  | 56,0               |      |
| 37   | Seeta Aur Geeta                                                 | Ramesh Sippy                                     | 1972  | 55,3               |      |
| 38   | Le Loto de 1982                                                 | Leonid Gaïdaï                                    | 1982  | 55,2               |      |
| 39   | King Kong 2                                                     | John Guillermin                                  | 1986  | 55,2               |      |
| 40   | Forts par la volonté (ru)                                       | Viktor Gueorguiev (ru)                           | 1967  | 55,2               |      |
| 41   | La Femme qui chante (ru)                                        | Aleksandr Orlov (ru)                             | 1979  | 54,9               |      |
| 42   | Les Justiciers insaisissables                                   | Edmond Keossaian                                 | 1967  | 54,5               |      |
| 43   | L'Auberge de la rue Piatnitskaïa                                | Alexandre Feinzimmer                             | 1978  | 54,1               |      |
| 44   | Zorro                                                           | Duccio Tessari                                   | 1975  | 53,6               |      |
| 45   | 38, rue Petrovka                                                | Boris Grigoriev                                  | 1980  | 53,4               |      |
| 46   | Les Officiers                                                   | Vladimir Rogovoi (ru)                            | 1971  | 53,4               |      |
| 47   | Ali Baba et les Quarante Voleurs                                | Umesh Mehra (en), Latif Faiziyev                 | 1979  | 53,4               |      |
| 48   | Il signor Robinson, mostruosa storia d'amore e d'avventure      | Sergio Corbucci                                  | 1976  | 52,1               |      |
| 49   | Mamta (en)                                                      | Asit Sen (en)                                    | 1966  | 52,1               |      |
| 50   | Le Cavalier sans tête                                           | Vladimir Weinstock                               | 1973  | 51,7               |      |
| 51   | Trembita (ru)                                                   | Oleg Nikolzevski (ru)                            | 1969  | 51,2               |      |
| 52   | L'Amour terrestre (ru)                                          | Ievgueni Matveïev                                | 1975  | 50,9               |      |
| 53   | L'Homme du boulevard des Capucines                              | Alla Sourikova                                   | 1987  | 50,6               |      |
| 54   | Les bidasses s'en vont en guerre                                | Claude Zidi                                      | 1974  | 50,1               |      |
| 55   | Dauria                                                          | Viktor Tregoubovitch                             | 1971  | 49,6               |      |
| 56   | Le Royaume des femmes (ru)                                      | Alexeï Saltykov                                  | 1968  | 49,6               |      |
| 57   | Les Incroyables Aventures d'Italiens en Russie                  | Eldar Riazanov, Francesco Prosperi               | 1974  | 49,2               |      |
| 58   | Les Monstres de la préhistoire                                  | Junji Kurata (ja)                                | 1979  | 48,7               |      |
| 59   | La Ballade des Hussards                                         | Eldar Riazanov                                   | 1962  | 48,6               |      |
| 60   | Le Chemin vers «Saturne» (ru)                                   | Villen Azarov (ru)                               | 1967  | 48,2               |      |
| 61   | La Tulipe noire                                                 | Christian-Jaque                                  | 1964  | 47,8               |      |
| 62   | Téhéran 43                                                      | Alexandre Alov, Vladimir Naoumov                 | 1980  | 47,5               |      |
| 63   | Un accident extraordinaire (ru)                                 | Viktor Ivtchenko (ru)                            | 1958  | 47,4               |      |
| 64   | Aradhana (en)                                                   | Shakti Samanta (en)                              | 1969  | 47,4               |      |
| 65   | Le Bien de la République                                        | Vladimir Bytchkov (ru)                           | 1971  | 47,1               |      |
| 66   | King Kong                                                       | John Guillermin                                  | 1976  | 47,1               |      |
| 67   | C'est impossible                                                | Leonid Gaïdaï                                    | 1975  | 46,9               |      |
| 68   | Le Don paisible                                                 | Sergueï Guerassimov                              | 1958  | 46,9               |      |
| 69   | Une histoire simple                                             | Iouri Egorov                                     | 1960  | 46,8               |      |
| 70   | Old Surehand                                                    | Alfred Vohrer                                    | 1965  | 46,5               |      |
| 71   | Lioubov Yarovaïa                                                | Vladimir Fetine                                  | 1970  | 46,4               |      |
| 72   | La Tragédie optimiste                                           | Samson Samsonov                                  | 1963  | 46,0               |      |
| 73   | La Croisière tigrée                                             | Vladimir Fetine                                  | 1961  | 45,8               |      |
| 74   | Crocodile Dundee 2                                              | John Cornell                                     | 1988  | 45,8               |      |
| 75   | Sur la Tissa                                                    | Dmitri Vassiliev                                 | 1988  | 45,7               |      |
| 76   | La Nuit de carnaval                                             | Eldar Riazanov                                   | 1956  | 45,6               |      |
| 77   | Fantômas                                                        | André Hunebelle                                  | 1964  | 45,5               |      |
| 78   | Duniya (en)                                                     | T. Prakash Rao (en)                              | 1968  | 45,5               |      |
| 79   | Mariage avec dot (ru)                                           | Tatiana Loukachevitch (ru) Boris Revenskikh (ru) | 1953  | 45,3               |      |
| 80   | Le Bossu                                                        | André Hunebelle                                  | 1959  | 44,9               |      |
| 81   | La Dernière Relique                                             | Grigori Kromanov                                 | 1969  | 44,9               |      |
| 82   | La plus charmante et attirante                                  | Gerald Bejanov (ru)                              | 1985  | 44,9               |      |
| 83   | La Frontière dans la montagne                                   | Konstantin Youdine                               | 1953  | 44,8               |      |
| 84   | Fantômas se déchaîne                                            | André Hunebelle                                  | 1965  | 44,7               |      |
| 85   | Mineurs (ru)                                                    | Vladimir Rogovoi (ru)                            | 1977  | 44,6               |      |
| 86   | Ivan Brovkine et les terres vierges (ru)                        | Ivan Loukinski (ru)                              | 1958  | 44,6               |      |
| 87   | Amour et Pigeons                                                | Vladimir Menchov                                 | 1985  | 44,5               |      |
| 88   | Bluff                                                           | Sergio Corbucci                                  | 1976  | 44,3               |      |
| 89   | Seuls les vieux vont au combat                                  | Leonid Bykov                                     | 1973  | 44,3               |      |
| 90   | La Flèche bleue (ru)                                            | Léon Estrine (ru)                                | 1958  | 44,2               |      |
| 91   | Angélique, Marquise des anges                                   | Bernard Borderie                                 | 1964  | 44,1               |      |
| 92   | Interfille                                                      | Piotr Todorovski                                 | 1989  | 44,0               |      |
| 93   | Certains l'aiment chaud                                         | Billy Wilder                                     | 1959  | 43,9               |      |
| 94   | On ne les connaissait pas vraiment (ru)                         | Anton Timonichine (ru)                           | 1966  | 43,7               |      |
| 95   | Le Limier                                                       | Vladimir Fokine                                  | 1979  | 43,6               |      |
| 96   | Sans retour (ru)                                                | Alekseï Saltykov                                 | 1973  | 43,6               |      |
| 97   | Angélique et le Roy                                             | Bernard Borderie                                 | 1966  | 43,3               |      |
| 98   | Un exercice particulièrement important (ru)                     | Ievgueni Matveïev                                | 1980  | 43,3               |      |
| 99   | Non justiciable                                                 | Vladimir Krasnopolski                            | 1969  | 43,3               |      |
| 100  | The Sandpit Generals                                            | Hall Bartlett                                    | 1971  | 43,2               |      |